# Río Lys
El río Lys (en neerlandés Leie, en francés Lys) es un río de Francia y Bélgica. Nace en Lisbourg (Paso de Calais), a 114,7 m sobre el nivel del mar, y desemboca en el Escalda en Gante (Flandes Oriental, Bélgica), tras un curso de 195 km. Durante un tramo de 24,6 km forma la frontera entre Francia y Bélgica. El río es navegable.
Las ciudades más importantes de su curso son Armentières en Francia, y Cortrique y Gante en Bélgica.
- Datos: Q208493
- Multimedia: Lys / Q208493